# Trioceros serratus
Espèce
Synonymes
- Chamaeleo serratus Mertens, 1922

Statut CITES
Trioceros serratus est une espèce de sauriens de la famille des Chamaeleonidae.

## Répartition
Cette espèce vit au Cameroun et au Nigéria.

## Taxinomie
Cette espèce était considérée comme synonyme de Trioceros wiedersheimi, elle a été revalidée par Barej & al., 2010.

## Publication originale
- Mertens, 1922 : Ein neues Chamäleon aus Kamerun. Zoologische Anzeiger, vol. 54, p. 190-192 (texte intégral).